# کریس کیمان

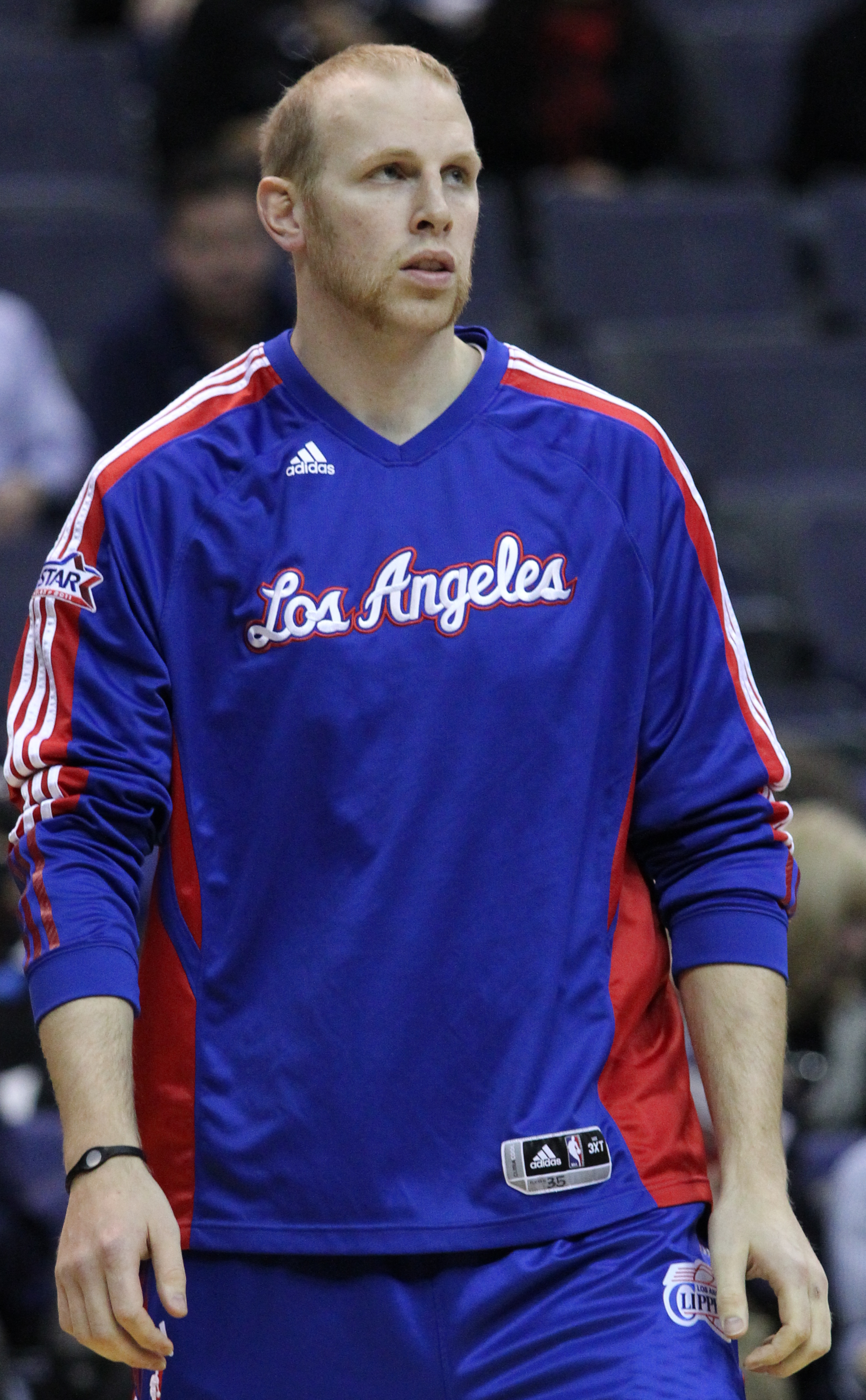

کریس کیمان (به انگلیسی: Chris Kaman) متولد ۲۸ آوریل ۱۹۸۲ در گرند رپیدز، میشیگان بازیکن ملی پوش و حرفه‌ای بسکتبال لیگ ان بی ای است که هم‌اکنون در تیم پورتلند تریل بلیزرز در آمریکا بازی می‌کند.
او عضو تیم ملی بسکتبال آلمان است.